# NHK亀田ラジオ放送所

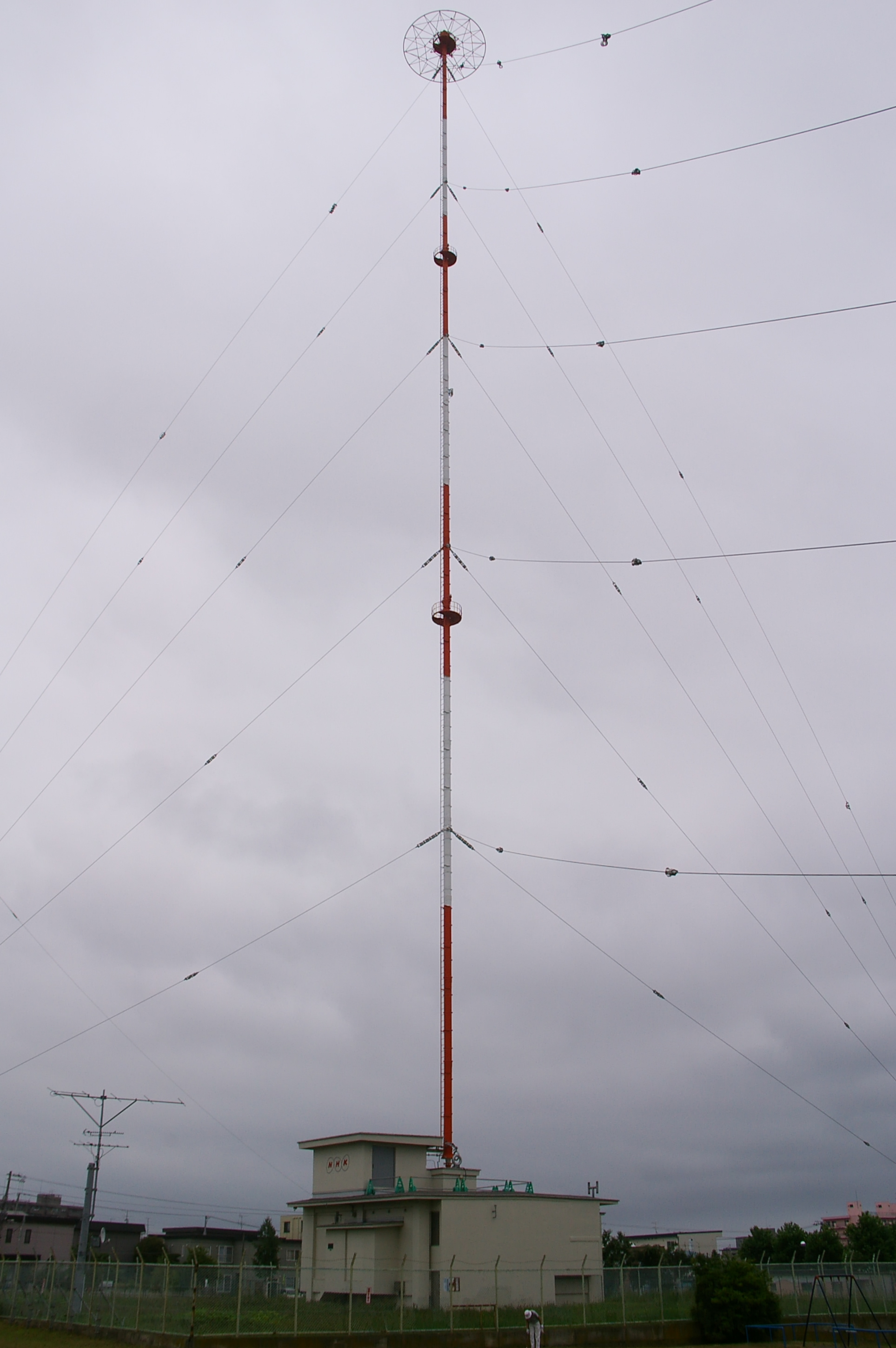
亀田ラジオ放送所

NHK亀田ラジオ放送所（エヌエイチケイかめだラジオほうそうじょ）は、北海道函館市にあるNHK函館放送局のAMラジオ放送の送信施設。
なおここでは函館市汐見町にあった旧送信所についても参考として記述する。

## 概要
1961年（昭和36年）11月18日に函館市汐見町1番地3（現在の函館市元町18番）より移転し運用を開始した。遠隔操作による完全無人式で予備送信機は第一放送、第二放送自動切り替え仕様になっている。同日第二放送の出力を1kWに増力した。1995年（平成7年）3月の隣接する札幌テレビ放送（現・STVラジオ）送信所の周波数変更、増力（639kHz、5kW）の影響に対処する設備改造を行っている。詳細はSTVラジオ函館放送局の項目に記述する。
渡島総合振興局と檜山振興局の広範囲に電波を発射している。

### 年表
- 1961年（昭和36年）11月18日 - 移転開設。同日第二放送の増力。
- 2014年（平成26年） - 亀田報道拠点設置。

## 所在地
- 北海道函館市富岡町3丁目21番地

## 送信施設概要
| 周波数  | 放送局名    | 呼出符号 | 空中線 電力 | 放送対象地域          | 放送区域 内世帯数 | 運用開始日                 |
| ------- | ----------- | -------- | ----------- | --------------------- | ----------------- | -------------------------- |
| 675kHz  | NHK 函館第1 | JOVK     | 5kW         | 道南圏 （渡島・檜山） | -                 | 1961年（昭和36年）11月18日 |
| 1467kHz | NHK 函館第2 | JOVB     | 1kW         | 全国                  | -                 | 1961年（昭和36年）11月18日 |

## 併設施設
2014年（平成26年）、新たに中継設備などを備える「亀田報道拠点」が建設された。同年5月以降から本格的に運用予定である。
現在の函館放送局（千歳町）の建物の場所が海岸から1km程しか離れていない上、海抜が4m程しかなく大津波が局舎周辺を襲った場合、最大2m程の浸水等の被害が出る恐れがあり、局舎や周辺の送電線設備などにダメージが出て最悪の場合まったく放送ができない状態になる懸念があったため、海岸からある程度距離があり海抜27m程の高さがあるこの地に非常時の放送拠点が建設されることになった。
施設には簡易の中継設備のほか、衛星中継車を1台格納できるスペースがあり、非常時には中継車の拠点としても運用されることになる。

## 旧送信所
- 1932年（昭和7年）2月6日開局。午前6時30分より放送開始し、最初の番組はラジオ体操だった[6]。
- 1932年（昭和7年）のラヂオ年鑑（社団法人日本放送協会編）によると、周波数680kc、出力500Wである。送信機は安立電気製。鉄塔は自立式三角型で高さ55m、塔間80m、空中線は逆L型で4条、水平部は59m、垂直部は52m、饋電線は平行二線式、接地装置は地中埋線式である。
- 1934年（昭和9年）3月21日昭和9年函館大火により19時すぎに電力供給が途絶えた[7]。施設への類焼は免れている[6]。停電復旧に伴い3月23日18時32分放送再開。札幌放送局からの短波を中継した[8]。
- 1937年（昭和12年）のラヂオ年鑑によると、周波数680kc、出力500W。
- 1941年（昭和16年）のラヂオ年鑑によると、周波数720kc、出力記載なし。
- 1942年（昭和17年）のラヂオ年鑑によると、周波数720kc、出力記載なし。
- 1946年（昭和21年）12月の電波科学によると、周波数1250kc、出力500W。
- 1949年（昭和24年）1月3日にラジオ第2放送開局[9][10]。
- 1959年（昭和34年）1月30日に第1放送の出力を500Wから1kWに増力した[11]。